# 윤도현의 러브 레터
《윤도현의 러브 레터》는 2002년 4월 6일부터 2008년 11월 14일까지 KBS 2TV에서 방송되었던 심야 라이브 음악 프로그램이다.

## 방송 시간
- 2002년 4월 6일 ~ 2002년 4월 20일: 매주 토요일 밤 12시 30분 ~ 2시
- 2002년 4월 28일 ~ 2002년 7월 28일: 매주 일요일 밤 12시 10분 ~ 1시 40분
- 2002년 8월 3일 ~ 2003년 11월 1일: 매주 토요일 밤 12시 40분 ~ 2시 10분
- 2003년 11월 7일 ~ 2004년 10월 29일: 매주 금요일 밤 12시 10분 ~ 1시 40분
- 2004년 11월 5일 ~ 2008년 11월 14일: 매주 금요일 밤 12시 15분 ~ 1시 45분

## 초대 손님 목록

### 2002년
| 순 | 회차     | 방송일    | 출연자                                                                   | 코너                   | 비고            |
| -- | -------- | --------- | ------------------------------------------------------------------------ | ---------------------- | --------------- |
| 1  | 1회      | 4월 6일   | 신승훈, 김종서, Jane, 드렁큰타이거                                       |                        |                 |
| 2  | 2회      | 4월 13일  | 박정현&하림, 차인표, vibe, 봄여름가을겨울                                |                        |                 |
| 3  | 3회      | 4월 20일  | 신예원, 크라잉넛, 윤상, 김세환&송창식&윤형주, 김현성, 악동클럽           |                        |                 |
| 4  | 4회      | 4월 28일  | ANN, 이승환, S.E.S., 7DA                                                 |                        |                 |
| 5  | 5회      | 5월 5일   | 전인권&강산에&윤도현밴드, 권상우&송승헌, 나윤선, 정태춘&박은옥           | 윤벤카페               |                 |
| 6  | 6회      | 5월 12일  | the 자두, 롤러코스터, 한경일, 린애, 안치환과 자유                        |                        |                 |
| 7  | 7회      | 5월 19일  | 김현철&옥주현&이소정, 이나영, J&김조한, 로넌키팅                         |                        |                 |
| 8  | 8회      | 5월 26일  | 보아, 임창정, 황승환&이태식&김준호, 박기영&거북이, MEAV                  |                        |                 |
| 9  | 9회      | 6월 23일  | 박정현, 휘성, 신승훈, vibe                                               |                        |                 |
| 10 | 10회     | 6월 30일  | DOUBLE D (다이나믹 듀오가 아닌 다른 그룹), 박광현&유리상자, 리치, 이현우 |                        |                 |
| 11 | 11회     | 7월 7일   | 박혜경, 홍경민&공효진, 이은미, 레이지본                                  |                        |                 |
| 12 | 12회     | 7월 14일  | 성시경, 김형석&김조한&임창정, 레 미제라블, LINK                          |                        |                 |
| 13 | 13회     | 7월 21일  | 윤종신, 쏘냐, 리쌍, 린애                                                 | 윤밴카페               |                 |
| 14 | 14회     | 7월 28일  | 최소리, CAN, MC SNIPER, 김경호, Jennifer Paige                           |                        |                 |
| 15 | 15회     | 8월 3일   | vibe, 강수지, 김완선, Jennifer Paige, 김광진                             |                        |                 |
| 16 | 16회     | 8월 10일  | wax, WEST SIDE STORY(김소현&류정한&이정화), 페이지, 불독맨션&김현철      |                        |                 |
| 17 | 17회     | 8월 17일  | 이상은, 박정현, 김광민, 봄여름가을겨울                                   |                        |                 |
| 18 | 여름특집 | 8월 24일  | FLY TO THE SKY, 하림&ANN, 김현정, 김종서, 이선희, 윤도현밴드             |                        |                 |
| 19 | 18회     | 8월 31일  | JK 김동욱, 차태현, 서영은, 김수철                                        |                        |                 |
| 20 | 19회     | 9월 7일   | 자우림, 성시경, 박강성, INO                                              |                        |                 |
| 21 | 20회     | 9월 14일  | 스웨터, 체리필터, 이외수&철가방 프로젝트, 김정민, 한영애, 김상민         |                        |                 |
| 22 | 21회     | 9월 21일  | 거북이, 박정현, 박효신, 윤미래, 윤도현밴드                               |                        | 추석특집        |
| 23 | 22회     | 9월 28일  | Fever, 박완규, 스티브 바라캇, 부활, 신형원                               |                        |                 |
| 24 | 23회     | 10월 5일  | 보아, 윤석화, 홍경민, 강철, Gen Verde                                    |                        |                 |
| 25 | 24회     | 10월 12일 | 디스코 트럭, 김종서, 김지연, 강산에, 강세윤                              |                        |                 |
| 26 | 25회     | 10월 19일 | 화요비, 앤, 김조한, JK 김동욱                                            |                        |                 |
| 27 | 26회     | 10월 26일 | 피플크루.김정은.자우림.박정현.이노                                       |                        |                 |
| 28 | 가을특집 | 11월 2일  | 성시경, 설경구, 광복절밴드, Izzy, 부활                                   |                        |                 |
| 29 | 27회     | 11월 9일  | 비, 이문세, 노영심, 양동근, 앤, 체리필터                                 |                        |                 |
| 30 | 28회     | 11월 17일 | 이소라, 뮤지컬 포비든플래닛, 이승환                                      |                        |                 |
| 31 | 29회     | 11월 24일 | 박효신, 안성기, 파트리샤 카스, the name                                  | 김제동의 리플 해주세요 |                 |
| 32 | 30회     | 11월 30일 | 신승훈, 이수영, 리쌍, 트랜스픽션                                         | 김제동의 리플 해주세요 |                 |
| 33 | 31회     | 12월 7일  | 전소영, 이기찬, 왁스, 쏘나&이건명, 불독맨션                              | 김제동의 리플 해주세요 |                 |
| 34 | 32회     | 12월 14일 | 윤미래, 싸이, 류승범, 채동하, 강산에                                     |                        |                 |
| 35 | 33회     | 12월 21일 | 이문세, 신승훈, 성시경, 나윤선                                           |                        | 크리스마스 특집 |

### 2003년
| 순 | 회차 | 방송일    | 출연자                                                            | 코너                   | 비고                |
| -- | ---- | --------- | ----------------------------------------------------------------- | ---------------------- | ------------------- |
| 36 | 34회 | 1월 4일   | 장나라, 심수봉, 이사오 사사키&시노자키, 크라잉넛                  |                        |                     |
| 37 | 35회 | 1월 11일  | 윤도현밴드, 얌모얌모앙상블, 주석, 여행스케치, 임형주              | 김제동의 리플 해주세요 |                     |
| 38 | 36회 | 1월 18일  | 유리상자, 아리랑, 쥬얼리, 슈가도넛, 리즈, 오션                    | 김제동의 리플 해주세요 |                     |
| 39 | 37회 | 1월 25일  | 부활, 박경림, 별, 박진영, 뱅크, 멘사                              | 김제동의 리플 해주세요 |                     |
| 40 | 38회 | 2월 1일   | ASIAN, 김장훈, 신동엽, 박화요비, MC The Max                       | 김제동의 리플 해주세요 |                     |
| 41 | 39회 | 2월 8일   | 이은미, 남궁연악단, 린, 이기찬, 이정봉                            | 김제동의 리플 해주세요 |                     |
| 42 | 40회 | 2월 15일  | 장필순, CB Mass, 이정열, 쥬비, SUBWAY                             | 김제동의 리플 해주세요 |                     |
| 43 | 41회 | 2월 22일  | 이현우, 성시경, 체리필터, BOND, 지영선                            | 김제동의 리플 해주세요 |                     |
| 44 | 42회 | 3월 1일   | god, 유준상, 박선영, 김정민, 한보람                               | 김제동의 리플 해주세요 |                     |
| 45 | 43회 | 3월 8일   | 드렁큰타이거, 이소은, 뮤지컬 토요일밤의열기, 언니네이발관, Tiron  | 김제동의 리플 해주세요 |                     |
| 46 | 44회 | 3월 15일  | 김건모, 차승원, 빅마마, 델리스파이스                              | 김제동의 리플 해주세요 |                     |
| 47 | 45회 | 3월 22일  | 이승환, 나비효과...                                               | 김제동의 리플 해주세요 |                     |
| 48 | 46회 | 3월 29일  | 조성모, 김형중, 버블시스터즈, 위치스                              | 김제동의 리플 해주세요 |                     |
| 49 | 47회 | 4월 5일   | 안재욱, Craig David, 임형주, 활                                   | 김제동의 리플 해주세요 |                     |
| 50 | 48회 | 4월 12일  | 박용하, 노바소닉, D, O, A, 한경일, 혜령                           | 김제동의 리플 해주세요 |                     |
| 51 | 49회 | 4월 19일  | 이표, 이상은, 유오성, 이병우, 빙크                                | 김제동의 리플 해주세요 |                     |
| 52 | 50회 | 4월 26일  | 김범수, 자전거 탄 풍경, 노을, 김태영                              | 김제동의 리플 해주세요 |                     |
| 53 | 51회 | 5월 3일   | 봄여름가을겨울, 김민종, 김정은, 포지션, 브리즈                    | 김제동의 리플 해주세요 |                     |
| 54 | 52회 | 5월 10일  | 전인권, 양동근, 더골드, 말로                                      | 김제동의 리플 해주세요 |                     |
| 55 | 53회 | 5월 17일  | 윤밴, 전인권, 김범수, 빅마마, 김건모, 드렁큰타이거, 익스프레션    | 김제동의 리플 해주세요 | 1주년 기념 러브레터 |
| 56 | 54회 | 5월 24일  | 한동준, 이루마, 러브홀릭, 윤여규(저녁녹화분), 리플, 고현욱        | 김제동의 리플 해주세요 |                     |
| 57 | 55회 | 5월 31일  | 이적, 김진표, 거마, 크래쉬                                        | 김제동의 리플 해주세요 |                     |
| 58 | 56회 | 6월 7일   | 김형중, 배칠수, 마야, 리치, 타카피                                | 김제동의 리플 해주세요 |                     |
| 59 | 57회 | 6월 14일  | 차태현, 조정현, 카밀라, 레이지본                                  | 김제동의 리플 해주세요 |                     |
| 60 | 58회 | 6월 21일  | 이승철, 리쌍, 캔, 파이브                                          | 김제동의 리플 해주세요 |                     |
| 61 | 59회 | 6월 28일  | 힙합씬, 김민종, 나비효과, 더 자두, 팀                             | 김제동의 리플 해주세요 |                     |
| 62 | 60회 | 7월 5일   | 박정현, 뮤지컬 그리스, 나원주, 로렐라이                           | 김제동의 리플 해주세요 |                     |
| 63 | 61회 | 7월 12일  | 한영애, 김종서, 뜨거운 감자, 더더 밴드                            | 김제동의 리플 해주세요 |                     |
| 64 | 62회 | 7월 19일  | 세븐, 박혜경, 박강성, 록 타이거                                   | 김제동의 리플 해주세요 |                     |
| 65 | 63회 | 7월 26일  | 이적, 보아, 녹색지대, MC 스나이퍼, 넬                             | 김제동의 리플 해주세요 |                     |
| 66 | 64회 | 8월 2일   | 빅마마, 휘성, 세븐, 거미, subway, 이정                            | 김제동의 리플 해주세요 |                     |
| 67 | 65회 | 8월 9일   | 쿨, 페이지, 김현성, 레이지본, 프로슈머                            | 김제동의 리플 해주세요 |                     |
| 68 | 66회 | 8월 16일  | 윤밴, 강성, 허브, 김진표, 박정현                                  | 김제동의 리플 해주세요 |                     |
| 69 | 67회 | 8월 23일  | 이현우, 누노베텐커트, 장연주, 코드82, 크래쉬                      | 김제동의 리플 해주세요 |                     |
| 70 | 68회 | 8월 30일  | 서 연, 김경호, 윤종신, 김승우, 김정은, 스키조, 사랑과 평화        | 김제동의 리플 해주세요 |                     |
| 71 | 69회 | 9월 6일   | 손성훈, JK 김동욱, 마야, 노브레인, 최승민, 서영은                 | 김제동의 리플 해주세요 |                     |
| 72 | 70회 | 9월 13일  | 윤밴, 휘성, 김현정, 태진아, DJ DOC                                | 김제동의 리플 해주세요 |                     |
| 73 | 71회 | 9월 20일  | 하승범, 체리필터, 리쌍, 자전거 탄 풍경, 아리랑, 이정              | 김제동의 리플 해주세요 |                     |
| 74 | 72회 | 9월 27일  | 한경일, 전인권, FLY TO THE SKY, S'MAX, 은지원, JACK               | 김제동의 리플 해주세요 |                     |
| 75 | 73회 | 10월 4일  | 이수영, 뜨거운 감자, 강산에, 다비, 여행스케치, 김동완             | 김제동의 리플 해주세요 |                     |
| 76 | 74회 | 10월 11일 | 고유비, 이기찬, 강원래, 김송, 러브홀릭, 신영옥, 옥주현            | 김제동의 리플 해주세요 |                     |
| 77 | 75회 | 10월 18일 | wax, 이은미, 임창정, 김선아, 정철, 2shai                          | 김제동의 리플 해주세요 | O                   |
| 78 | 76회 | 10월 25일 | 성시경, JADE, S, 인순이, THE CROSS                                | 김제동의 리플 해주세요 | O                   |
| 79 | 77회 | 11월 1일  | THE JUN, COOL, 김정훈, 조장혁, 한영애, 엄태경                     | 김제동의 리플 해주세요 | [ 1 ]               |
| 80 | 78회 | 11월 7일  | 김종서, 박화요비, 난타, 송승환, 윤도현 밴드                       | 김제동의 리플 해주세요 | [ 2 ]               |
| 81 | 79회 | 11월 14일 | 이소라, 박효신, 성시경, HUE                                       | 김제동의 리플 해주세요 |                     |
| 82 | 80회 | 11월 21일 | 비, BUZZ, 정준호, 김효진, 이승철과 황제, 정민                     | 김제동의 리플 해주세요 |                     |
| 83 | 81회 | 11월 28일 | 바다, 구준엽, AND, 린애, 이상은                                   | 김제동의 리플 해주세요 |                     |
| 84 | 82회 | 12월 5일  | 장나라, 유재석, 신정환, 조은, 강산에, 김C, 윤도현 밴드            | 김제동의 리플 해주세요 |                     |
| 85 | 83회 | 12월 12일 | 박미경, 차태현, 김선아, gamuJin, 싸이, 김장훈, 윤도현 밴드        | 김제동의 리플 해주세요 |                     |
| 86 | 84회 | 12월 19일 | 동물원, 임형주, leeds, 김종서, 시나위, 윤도현 밴드                | 김제동의 리플 해주세요 |                     |
| 87 | 85회 | 12월 26일 | 양동근, 주석, 에픽하이, 김진표, BMK, 거북이, 드렁큰타이거, 은지원 | 김제동의 리플 해주세요 |                     |

### 2004년
| 순  | 회차           | 방송일    | 출연자                                                                                | 코너                   | 비고            |
| --- | -------------- | --------- | ------------------------------------------------------------------------------------- | ---------------------- | --------------- |
| 88  | 86회           | 1월 2일   | MC The Max, 설운도, 김재원, 하지원, 리사, PIA                                         | 김제동의 리플 해주세요 |                 |
| 89  | 87회           | 1월 9일   | 조규찬, 해이, 권상우, 도원경, 나윤선, 성시경                                          | 김제동의 리플 해주세요 |                 |
| 90  | 88회           | 1월 16일  | 유리상자, M, 성시경, EVE, 유경                                                        | 김제동의 리플 해주세요 |                 |
| 91  | 설특집, 설특집 | 1월 23일  | 설특집 하이라이트                                                                     |                        |                 |
| 92  | 89회           | 1월 30일  | 체리필터, 소냐, JK 김동욱, 서영은, 아소토 유니온                                      | 김제동의 리플 해주세요 |                 |
| 93  | 90회           | 2월 6일   | wax, 뮤지컬 CATS, 김연우, 하은, 이외수, 철가방프로젝트                                | 김제동의 리플 해주세요 |                 |
| 94  | 91회           | 2월 13일  | 플라워, 차인표, 테이, 부활, 바다                                                      | 김제동의 리플 해주세요 |                 |
| 95  | 92회           | 2월 20일  | 박상민, M.Street, 조이락, 장나라, 서브웨이                                            | 김제동의 리플 해주세요 |                 |
| 96  | 93회           | 2월 27일  | 신승훈, 에스더, H, 이승열                                                             | 김제동의 리플 해주세요 |                 |
| 97  | 94회           | 3월 5일   | 이현우, 샤인, 김현성, MC The Max                                                      | 김제동의 리플 해주세요 |                 |
| 98  | 95회           | 3월 12일  | 김장훈, 리즈, Mr.soul, 사랑과 평화, 파랑                                              | 김제동의 리플 해주세요 |                 |
| 99  | 96회           | 3월 19일  | 김동률, 김윤아, 리사, 플럭스, 제이드                                                  | 김제동의 리플 해주세요 |                 |
| 100 | 97회           | 3월 26일  | 박화요비, 롤러코스터, 김종환, 아이샤, 제이드                                          | 김제동의 리플 해주세요 |                 |
| 101 | 98회           | 4월 2일   | 주석, 김범수, 이영준, 김동완, 마리아                                                  | 김제동의 리플 해주세요 |                 |
| 102 | 99회           | 4월 9일   | 하림, g-yo, 정세훈, 거북이(터틀맨), 조PD, 인순이, 박혜경                              | 김제동의 리플 해주세요 |                 |
| 103 | 100회          | 4월 16일  | 신승훈, 김선경, 박정현, 김진표, 이적, 김동률, 전도연, 익스프레션                      | 김제동의 리플 해주세요 |                 |
| 104 | 101회          | 4월 23일  | 성시경, after rain, Jr, 왁스, daylight                                                | 김제동의 리플 해주세요 |                 |
| 105 | 102회          | 4월 30일  | 엄정화, 조규찬, V.O.S, 박미경, 김송, YARN                                             | 김제동의 리플 해주세요 |                 |
| 106 | 103회          | 5월 7일   | JK 김동욱, 린, 김윤아, 자우림, V.ONE, 플라워(고유진)                                  | 김제동의 리플 해주세요 |                 |
| 107 | 104회          | 5월 14일  | 리쌍, 서우영, 강성훈, 박상민, 씨엘                                                    | 김제동의 리플 해주세요 |                 |
| 108 | 105회          | 5월 21일  | 박효신, 김영임, MC SNIPER, 신혁, 레이지본                                             | 김제동의 리플 해주세요 |                 |
| 109 | 106회          | 5월 28일  | BUZZ, 대니정과 앤, SG 워너비, F-IV, Mr.J, UN                                          | 김제동의 리플 해주세요 |                 |
| 110 | 107회          | 6월 4일   | 이현우, MC몽, 린, Daylight, 정재일                                                    | 김제동의 리플 해주세요 |                 |
| 111 | 108회          | 6월 11일  | 성시경, 김형석, 유리상자, 아소토 유니온, 마야                                         | 김제동의 리플 해주세요 |                 |
| 112 | 109회          | 6월 18일  | Tim, 박중훈, 차태현, 최영덕, 윤도현밴드                                               | 김제동의 리플 해주세요 |                 |
| 113 | 110회          | 6월 25일  | 이소라, 박효신, 김종국, Tei)                                                          | 김제동의 리플 해주세요 |                 |
| 114 | 111회          | 7월 2일   | N.EX.T, 임창정, 한경일, 클레지콰이                                                    | 김제동의 리플 해주세요 |                 |
| 115 | 112회          | 7월 9일   | 신승훈, 김범수, 문명진, 블피쉬                                                        | 김제동의 리플 해주세요 |                 |
| 116 | 113회          | 7월 16일  | 김경호, 엠씨더맥스, 린, 원티드                                                        | 김제동의 리플 해주세요 |                 |
| 117 | 여름특집       | 7월 23일  | 윤도현, 강산에, 김C, 보아, 김장훈, 임형주                                             |                        |                 |
| 118 | 114회          | 7월 30일  | SE7EN, 이승철, 김형중                                                                 | 김제동의 리플 해주세요 |                 |
| 119 | 115회          | 8월 6일   | DJ DOC, JK 김동욱, 리사, UN, 서우영                                                   | 김제동의 리플 해주세요 |                 |
| 120 | 특집           | 8월 13일  | 다이나믹 듀오, 은지원, 드렁큰타이거                                                   | 김제동의 리플 해주세요 | 오! 필승 코리아 |
| 121 | 116회          | 9월 3일   | 인순이, 팀, 김종국, 이정, 에픽하이                                                    | 김제동의 리플 해주세요 |                 |
| 122 | 117회          | 9월 10일  | 김장훈, 린, 드렁큰타이거                                                              | 김제동의 리플 해주세요 |                 |
| 123 | 118회          | 9월 17일  | 이승철, 박화요비, 우리동네사람들                                                      | 김제동의 리플 해주세요 |                 |
| 124 | 119회          | 9월 24일  | 박효신, 서영은, 플라워, 적우                                                          | 김제동의 리플 해주세요 |                 |
| 125 | 120회          | 10월 1일  | 박상민, 양희은, 거미                                                                  | 김제동의 리플 해주세요 |                 |
| 126 | 121회          | 10월 8일  | 이승환, 서문탁, 풍경                                                                  | 김제동의 리플 해주세요 |                 |
| 127 | 122회          | 10월 15일 | 비, 박진영, 듀안, 유리상자, 바비 킴                                                   | 김제동의 리플 해주세요 |                 |
| 128 | 123회          | 10월 22일 | MC몽, 자우림, 김광석밴드(윤도현, 서우영, 이정열)                                      |                        | 가을 특집       |
| 129 | 124회          | 10월 29일 | 김조한, TODAY, 럼블피쉬, V.O.S, 화니지니미니                                          | 김제동의 리플 해주세요 |                 |
| 130 | 125회          | 11월 5일  | 이수영, 김현철, THE ONE, 강산에, 주니퍼                                               | 김제동의 리플 해주세요 | O               |
| 131 | 126회          | 11월 12일 | 휘성, 이기찬, 김현정, 브리즈                                                          | 김제동의 리플 해주세요 | O               |
| 132 | 127회          | 11월 19일 | KCM, DJ DOC, K2김성면, with 노바소닉, 모던쥬스                                        | 김제동의 리플 해주세요 | O               |
| 133 | 128회          | 11월 26일 | 옥주현, 타이거 JK, 윤미래, AS ONE, 이정, 오세준                                       | 김제동의 리플 해주세요 | O               |
| 134 | 129회          | 12월 3일  | G.FLA, 거북이, 박기영, T.O                                                            | 김제동의 리플 해주세요 | O               |
| 135 | 130회          | 12월 10일 | 이소라, 이현우, 리치, NOK                                                             | 김제동의 리플 해주세요 | O               |
| 136 | 131회          | 12월 17일 | god, 윤도현밴드, 불독맨션, J                                                          | 김제동의 리플 해주세요 | O               |
| 137 | 132회          | 12월 24일 | 자우림, 이소라&박효신, 성시경&나윤권&김형석, 장윤정, 바비 킴&은지원, 윤도현&JK 김동욱 | 김제동의 리플 해주세요 | O               |

### 2005년
| 순  | 회차     | 방송일    | 출연자                                                                                      | 코너                             | 비고                       |
| --- | -------- | --------- | ------------------------------------------------------------------------------------------- | -------------------------------- | -------------------------- |
| 138 | 133회    | 1월 7일   | 비, MC The Max, 전인권, 이현도&김창렬&에픽하이&주석&바스코&스퀘어                           | 김제동의 리플 해주세요           | O                          |
| 139 | 134회    | 1월 14일  | S-Papa, 이승환, 박혜경, 서현수                                                              | 김제동의 리플 해주세요           | O                          |
| 140 | 135회    | 1월 21일  | 김현철, 조은, 페이지, 러브홀릭                                                              | 김제동의 리플 해주세요           | O                          |
| 141 | 136회    | 1월 28일  | 김범수, 유리상자, SOL, 서울전자음악단                                                       | 김제동의 리플 해주세요           | O                          |
| 142 | 137회    | 2월 4일   | 왁스, 더블 케이, 휘성, 거미, 도원경, 유노알파                                               | 김제동의 리플 해주세요           | O                          |
| 143 | 138회    | 2월 11일  | 박정현, 홍경민, 에픽하이, 지플라                                                            | 김제동의 리플 해주세요           | O                          |
| 144 | 139회    | 2월 18일  | 테이, JK 김동욱, 박화요비, 리즈, 넬                                                         | 김제동의 리플 해주세요           | O                          |
| 145 | 140회    | 2월 25일  | FLY TO THE SKY, 클레지콰이, 심수봉, 팀, 그루브올스타즈                                      | 김제동의 리플 해주세요           | O                          |
| 146 | 141회    | 3월 4일   | 조성모, 크라잉넛, 리쌍, 더블 케이                                                           | 김제동의 리플 해주세요           | O                          |
| 147 | 142회    | 3월 11일  | DJ DOC & 지누션, 자우림, 전제덕                                                             | 김제동의 리플 해주세요           | O                          |
| 148 | 143회    | 3월 18일  | 이적, 프리스타일, 조은, 페이지                                                              | 김제동의 리플 해주세요           | O                          |
| 149 | 144회    | 3월 25일  | god, YB, 마야, 임태경                                                                       | 김제동의 리플 해주세요           | O                          |
| 150 | 145회    | 4월 1일   | 김조한, 박정현, 바비 킴, 은지원                                                             | 김제동의 리플 해주세요           | O                          |
| 151 | 146회    | 4월 8일   | 윤종신, MC The Max, 조규찬                                                                  | 김제동의 리플 해주세요           | O                          |
| 152 | 147회    | 4월 15일  | 클래지콰이, 마이앤트메리, 거미, 전제덕, 커먼그라운드, MOT                                   | 김제동의 리플 해주세요           | O                          |
| 153 | 148회    | 4월 22일  | 쥬얼리, 이선희, 이승기, 브런치, 정철                                                        | 김제동의 리플 해주세요           | O                          |
| 154 | 149회    | 4월 29일  | 성시경, 비바소울, 레이지본, 루시드 폴                                                       | 김제동의 리플 해주세요           | O                          |
| 155 | 150회    | 5월 6일   | 조성모, BMK, 플라워, 모세                                                                   |                                  | O                          |
| 156 | 151회    | 5월 13일  | 버즈, 김장훈, 인순이, 남경윤                                                                |                                  | O                          |
| 157 | 152회    | 5월 20일  | 윤도현, SG 워너비, 서문탁, 오메가쓰리                                                       |                                  | O                          |
| 158 | 153회    | 5월 27일  | 박상민, UN, 서영은, W, 이소은                                                               |                                  | O                          |
| 159 | 154회    | 6월 3일   | 윤종신, 오페라의 유령, 별, 45RPM                                                            |                                  | O                          |
| 160 | 155회    | 6월 10일  | 빅마마, 김도향, wax, Windy City                                                             |                                  | O                          |
| 161 | 156회    | 6월 17일  | 박정현, IZI, 박미경, 배치기                                                                 |                                  | O                          |
| 162 | 157회    | 6월 24일  | 김건모, 임정희, 김남진, 김효진, 서울전자음악단                                              |                                  | O                          |
| 163 | 158회    | 7월 1일   | 이승철, 린, 은지원, 천상지희                                                                | 특별한 초대 : 변보경             | O                          |
| 164 | 159회    | 7월 8일   | 클론, MC몽, 김태우, 블랙홀, 적우                                                            | 특별한 초대 : 클론               | O                          |
| 165 | 160회    | 7월 15일  | 이상은, 에어라이즈, 에디, 마야                                                              | 특별한 초대 : 김진아, 선아, 민아 | O                          |
| 166 | 161회    | 7월 22일  | 데프콘, KCM, 신혜성, 소찬휘,                                                                | 특별한 초대 : 이영애             | O                          |
| 167 | 162회    | 7월 29일  | 럼블피쉬, 은휼, 김종국, 부활                                                                | 특별한 초대 : 김현숙             | O                          |
| 168 | 163회    | 8월 5일   | 윤도현, 하림, 김신일, 드렁큰타이거, 윤미래, 뽕빨브라더스(강산에/김C/노홍철), 윤밴, Steranko | 특별한 초대 : 김현성             | O                          |
| 169 | 여름특집 | 8월 12일  | 빅마마, 클래지콰이, 윈디시티, 크라잉넛드렁큰타이거&양동근&윤미래                            | 특별한 초대 : 김제동             | O                          |
| 170 | 164회    | 8월 19일  | 김종서, 캐스커, 유리상자, 닥터레게,                                                         | 특별한 초대 : 이금희             | O                          |
| 171 | 165회    | 8월 26일  | 김현정, 나비효과, 주석&임정희, 더 크로스                                                    | 특별한 초대 : 윤희정, 김수연     | O                          |
| 172 | 166회    | 9월 2일   | 김건모, 아이비, 부가 킹즈, 김민교                                                           | 특별한 초대 : 이미도             | O                          |
| 173 | 167회    | 9월 9일   | 김민종, SG 워너비, 노브레인, 밴드 오브 브라더스                                             |                                  |                            |
| 174 | 168회    | 9월 23일  | 김장훈, 클레지콰이, 모세, 더자두                                                            | 특별한 초대 : 한석규             |                            |
| 175 | 169회    | 9월 30일  | 성시경&김조한, 파란, 레이지본, 크렉데이빗                                                   |                                  |                            |
| 176 | 170회    | 10월 7일  | 윤도현, 자우림, 거미, 커먼그라운드, 노찾사                                                  |                                  |                            |
| 177 | 171회    | 10월 14일 | JK 김동욱, 멜로딕 펑크, 소찬휘, 서문탁, 마야                                                |                                  |                            |
| 178 | 172회    | 10월 21일 | 휘성, 린, 박진혁, 럼블피쉬                                                                  | 특별한 초대 : 두드락             |                            |
| 179 | 173회    | 10월 28일 | 출연자: 리쌍, 에픽하이, 이소은, IVY, 리플레이                                               | 특별한 초대 : 한태주             |                            |
| 180 | 174회    | 11월 4일  | 출연자: 전인권, 이루, 정원영밴드, 홍경민                                                    | 특별한 초대 : 비트박스 은준      |                            |
| 181 | 175회    | 11월 11일 | 출연자: god, Sungik, 심수봉&부가 킹즈                                                       | 특별한 초대 : 송유근             |                            |
| 182 | 176회    | 11월 18일 | 이은미, 견우, 임정희                                                                        | 특별한 초대 : 박경림, 윤희정     |                            |
| 183 | 177회    | 11월 25일 | 김종국, 김완선, 원투, 노브레인                                                              | 특별한 초대 : 라스트포원         |                            |
| 184 | 178회    | 12월 2일  | 유열, HERO, 조성모 & 이치현                                                                 | 특별한 초대 : 정선희             |                            |
| 185 | 179회    | 12월 9일  | 안재욱, ASH, Tei, 크라잉넛                                                                  | 특별한 초대 : 노현정             |                            |
| 186 | 180회    | 12월 16일 | 드렁큰타이거, 윤미래, 정인, 패닉, 싸이                                                      | 특별한 초대 : 송혜교             | 겨울특집 1탄 스탠딩 콘서트 |
| 187 | 181회    | 12월 23일 | 빅마마, 클레지콰이, 이승환                                                                  | 특별한 초대 : 박수홍, 박경림     | 겨울특집 2탄               |

### 2006년
| 순  | 회차  | 방송일    | 출연자                                                                          | 코너                                                       | 비고           |
| --- | ----- | --------- | ------------------------------------------------------------------------------- | ---------------------------------------------------------- | -------------- |
| 188 | 182회 | 1월 6일   | FLY TO THE SKY, 재주소년, 봄여름가을겨울                                        | 특별한 초대 : 스텀프                                       |                |
| 189 | 183회 | 1월 13일  | MC The Max, 박정현, 이현석&박완규                                               | 특별한 초대 : 설경구                                       |                |
| 190 | 184회 | 1월 20일  | 김도향(+김창렬, 정재용, red roc), 에픽하이, Sweet Sorrow                        |                                                            |                |
| 191 | 185회 | 2월 3일   | 휘성, V.O.S, BMK&리쌍, 김상현                                                   |                                                            |                |
| 192 | 186회 | 2월 10일  | 이승기, Krypteria, 마야                                                         | 특별한 초대 : 올블랙                                       |                |
| 193 | 187회 | 2월 17일  | 화요비, KCM, 부가 킹즈                                                          |                                                            |                |
| 194 | 188회 | 2월 24일  | Gavy NJ, 숄&The One, 델리스파이스, 조관우                                       | 특별한 초대 : 곽용근                                       |                |
| 195 | 189회 | 3월 3일   | 이승철, Key's piano, 린, 노브레인                                               | 김상현의 마음속의 멜로디 특별한 초대 : 이휘재              |                |
| 196 | 190회 | 3월 10일  | 김장훈, 클레지콰이, 우수, 박선주                                                | 김상현의 마음속의 멜로디 특별한 초대 : 윤석화              |                |
| 197 | 191회 | 3월 17일  | 이수영, 노을, Peter Maffay&김미은, 김경호                                       | 김상현의 마음속의 멜로디 특별한 초대 : 이병우              |                |
| 198 | 192회 | 3월 24일  | 홍경민, 이상, 모세, 정경화                                                      | 김상현의 마음속의 멜로디                                   |                |
| 199 | 193회 | 3월 31일  | 롤러코스터, 테이, 반디, 김종서                                                  | 김상현의 마음속의 멜로디 특별한 초대 : 노주현              |                |
| 200 | 194회 | 4월 7일   | M.C The Max, YARN, 한경일, 시나위                                               | 김상현의 마음속의 멜로디                                   |                |
| 201 | 195회 | 4월 14일  | See ya, 임정희, 유리상자, 뜨거운 감자                                           |                                                            |                |
| 202 | 196회 | 4월 21일  | 세븐, KCM, 러브홀릭, 적우                                                       | 김상현의 마음속의 멜로디 삐딱이 김C의 아름다운 세상 만들기 |                |
| 203 | 197회 | 4월 28일  | 바이브, 장혜진, 신효범, 넥스트                                                  | 삐딱이 김C의 아름다운 세상 만들기                          |                |
| 204 | 198회 | 5월 5일   | 플라이투더스카이, 김현철, 가비앤제이, 박혜경                                    | 김상현의 마음속의 멜로디 삐딱이 김C의 아름다운 세상 만들기 |                |
| 205 | 199회 | 5월 12일  | 거미, 이정, Amp, YB                                                             | 김상현의 마음속의 멜로디 삐딱이 김C의 아름다운 세상 만들기 |                |
| 206 | 200회 | 5월 19일  | 전인권, 강산에, 윤도현, 바비 킴, 윤미래, 싸이, 성시경, SG 워너비                | 김제동의 리플해주세요                                      |                |
| 207 | 201회 | 5월 26일  | 팀, 여자 12악방, 이선희, 별, 트랜스픽션                                         | 김상현의 마음속의 멜로디 삐딱이 김C의 아름다운 세상 만들기 |                |
| 208 | 202회 | 6월 2일   | 백지영, 하찌와 TJ, 임현정, 윤수일밴드                                           | 김상현의 마음속의 멜로디 삐딱이 김C의 아름다운 세상 만들기 |                |
| 209 | 203회 | 7월 7일   | 업타운, 정재욱, 올블랙, 이브                                                    | 김상현의 마음속의 멜로디 삐딱이 김C의 아름다운 세상 만들기 |                |
| 210 | 204회 | 7월 14일  | 버즈, 화요비, 크라운 제이, 러브홀릭)                                            | 김상현의 마음속의 멜로디 삐딱이 김C의 아름다운 세상 만들기 |                |
| 211 | 205회 | 7월 21일  | 크라잉넛, 리사, V.O.S&서인영, 임정희                                            | 김상현의 마음속의 멜로디 삐딱이 김C의 아름다운 세상 만들기 |                |
| 212 | 206회 | 7월 28일  | 강타&바네스, 거북이, G-MASTA, 이지형&윈디시티                                   | 김상현의 마음속의 멜로디 삐딱이 김C의 아름다운 세상 만들기 |                |
| 213 | 207회 | 8월 4일   | 양동근, 거미&하동균, 김경호, 럼블피쉬                                           | 김상현의 마음속의 멜로디 삐딱이 김C의 아름다운 세상 만들기 |                |
| 214 | 208회 | 8월 11일  | 빅마마, A, Bridge, 싸이&Amp                                                     | 김상현의 마음속의 멜로디 삐딱이 김C의 아름다운 세상 만들기 |                |
| 215 | 209회 | 8월 18일  | SG 워너비, 클레지콰이, 김우주, 장혜진                                           | 김상현의 마음속의 멜로디 삐딱이 김C의 아름다운 세상 만들기 |                |
| 216 | 210회 | 8월 25일  | 박완규, 백지영, 서영은, 뜨거운 감자                                             | 김상현의 마음속의 멜로디 삐딱이 김C의 아름다운 세상 만들기 |                |
| 217 | 211회 | 9월 1일   | YB, 씨야, 조은, 고유진                                                          | 김상현의 마음속의 멜로디 삐딱이 김C의 아름다운 세상 만들기 |                |
| 218 | 212회 | 9월 8일   | 체리필터, 이정, 김현정, 박강성                                                  | 김상현의 마음속의 멜로디 삐딱이 김C의 아름다운 세상 만들기 |                |
| 219 | 213회 | 9월 15일  | 노브레인&박중훈, 이승기, H7미인, 인순이                                         | 김상현의 마음속의 멜로디 삐딱이 김C의 아름다운 세상 만들기 |                |
| 220 | 214회 | 9월 22일  | 손호영, 스테이시 오리코, 박정아, 프라나                                         | 김상현의 마음속의 멜로디 삐딱이 김C의 아름다운 세상 만들기 |                |
| 221 | 215회 | 9월 29일  | 바이브, 아일랜드 시티, 박기영, TBNY                                             | 김상현의 마음속의 멜로디 삐딱이 김C의 아름다운 세상 만들기 |                |
| 222 | 216회 | 10월 6일  | 러브레터 MC들과 국악세쌍둥이, 자우림, 정훈희&이영훈&버블시스터즈, 성시경&정선희 |                                                            |                |
| 223 | 217회 | 10월 13일 | 빅마마, 파란, 알렉스&지선, 홍경민                                               | 김상현의 마음속의 멜로디 삐딱이 김C의 아름다운 세상 만들기 |                |
| 224 | 218회 | 10월 20일 | JK 김동욱, 비, The Ray, 배치기                                                  | 김상현의 마음속의 멜로디 삐딱이 김C의 아름다운 세상 만들기 |                |
| 225 | 219회 | 10월 27일 | Nell, 김장훈, 솔플라워, MC몽                                                    | 김상현의 마음속의 멜로디 삐딱이 김C의 아름다운 세상 만들기 |                |
| 226 | 220회 | 11월 3일  | YB, 브라운 아이드 걸스, 박현빈, 마야, 이승철                                    | 김상현의 마음속의 멜로디                                   | 야외특집용인대 |
| 227 | 221회 | 11월 10일 | 신승훈, 쿤타&뉴올리언스, 이루, 김태우&임정희                                    | 김상현의 마음속의 멜로디 삐딱이 김C의 아름다운 세상 만들기 |                |
| 228 | 222회 | 11월 17일 | 이승환, 뮤지컬'애니', 더 네임, 헤리티지                                         | 김상현의 마음속의 멜로디 삐딱이 김C의 아름다운 세상 만들기 |                |
| 229 | 223회 | 11월 24일 | 이문세, 크라운 제이, 태원, 크라잉넛                                             | 김상현의 마음속의 멜로디 삐딱이 김C의 아름다운 세상 만들기 |                |
| 230 | 224회 | 12월 1일  | 신중현, 김현정, gavy nj, 체리필터                                               | 김상현의 마음속의 멜로디 삐딱이 김C의 아름다운 세상 만들기 |                |
| 231 | 225회 | 12월 8일  | 유리상자, 동방신기, 에스진&란, wax                                              | 김상현의 마음속의 멜로디 삐딱이 김C의 아름다운 세상 만들기 |                |
| 232 | 226회 | 12월 15일 | 바비 킴, 예지원&지현우, 김장훈, 조은, YB                                        | 김상현의 마음속의 멜로디 삐딱이 김C의 아름다운 세상 만들기 |                |
| 233 | 227회 | 12월 22일 | 빅마마, MC몽&MayBee, 이루, 박정현, 러브홀릭, 노브레인&박정아                    | 김상현의 마음속의 멜로디 삐딱이 김C의 아름다운 세상 만들기 |                |
| 234 | 228회 | 12월 29일 | 송년특집                                                                        |                                                            |                |

### 2007년
| 순  | 회차  | 방송일    | 출연자                                                                         | 코너                                                       | 비고                     |
| --- | ----- | --------- | ------------------------------------------------------------------------------ | ---------------------------------------------------------- | ------------------------ |
| 235 | 229회 | 1월 5일   | 브라이언, 소찬휘&서문탁, 벨벳글로브, 부활                                      | 김상현의 마음속의 멜로디 삐딱이 김C의 아름다운 세상 만들기 |                          |
| 236 | 230회 | 1월 12일  | 김현철, KCM&화요비, 이승철                                                     | 김상현의 마음속의 멜로디 삐딱이 김C의 아름다운 세상 만들기 |                          |
| 237 | 231회 | 1월 19일  | 박상민, The NuTs, 신승훈                                                       | 김상현의 마음속의 멜로디 삐딱이 김C의 아름다운 세상 만들기 |                          |
| 238 | 232회 | 1월 26일  | 이승환, 리사, 성시경, 트랜스픽션                                               | 김상현의 마음속의 멜로디 삐딱이 김C의 아름다운 세상 만들기 |                          |
| 239 | 233회 | 2월 2일   | 에픽하이, 이기찬, 피터팬 컴플렉스, 현진영                                      | 김상현의 마음속의 멜로디 삐딱이 김C의 아름다운 세상 만들기 |                          |
| 240 | 234회 | 2월 9일   | 자우림, 포지션, 더 네임, 최재훈                                                | 김상현의 마음속의 멜로디 삐딱이 김C의 아름다운 세상 만들기 |                          |
| 241 | 235회 | 2월 23일  | 박효신, 리즈, BGH4, 신해철                                                     | 김상현의 마음속의 멜로디 삐딱이 김C의 아름다운 세상 만들기 |                          |
| 242 | 236회 | 3월 2일   | 이문세, 김장훈, 성시경                                                         |                                                            | <빅 3콘서트>             |
| 243 | 237회 | 3월 9일   | 아이비, 마이앤트메리, 이재훈, 싸이                                             | 김상현의 마음속의 멜로디 삐딱이 김C의 아름다운 세상 만들기 |                          |
| 244 | 238회 | 3월 16일  | 테이, 윤미래, 버블시스터즈, 풍경                                               | 김상현의 마음속의 멜로디 삐딱이 김C의 아름다운 세상 만들기 |                          |
| 245 | 239회 | 3월 23일  | 바비 킴, 린, 먼데이 키즈, 키스피아노                                           | 김상현의 마음속의 멜로디 삐딱이 김C의 아름다운 세상 만들기 |                          |
| 246 | 240회 | 3월 30일  | 김형중, K.will, 김목경, 김건모                                                 | 김상현의 마음속의 멜로디 삐딱이 김C의 아름다운 세상 만들기 |                          |
| 247 | 241회 | 4월 6일   | 이승철, SAT, 노아, 장나라                                                      | 김상현의 마음속의 멜로디 삐딱이 김C의 아름다운 세상 만들기 |                          |
| 248 | 242회 | 4월 13일  | SG 워너비, 모세, 윤하, 아이비                                                  | 김상현의 마음속의 멜로디 삐딱이 김C의 아름다운 세상 만들기 |                          |
| 249 | 243회 | 4월 20일  | M.C the MAX, 조영수&이기찬&KCM&김진호, EVAN, 럼블피쉬                          | 김상현의 마음속의 멜로디 삐딱이 김C의 아름다운 세상 만들기 |                          |
| 250 | 244회 | 4월 27일  | 이적, MC 스나이퍼, 라씨(Lassi), 트랜스픽션                                     | 김상현의 마음속의 멜로디                                   |                          |
| 251 | 245회 | 5월 4일   | 이승환, 이기찬, 별, 나윤선, 알렉스                                             | 김상현의 마음속의 멜로디                                   |                          |
| 252 | 246회 | 5월 11일  | 윤건, 김광민&이현우, 최정민, BMK                                               | 김상현의 마음속의 멜로디                                   |                          |
| 253 | 247회 | 5월 18일  | 양파, 에픽하이&Nell, 상상밴드, 노래를 찾는 사람들                              | 김상현의 마음속의 멜로디                                   |                          |
| 254 | 248회 | 5월 25일  | 윤미래, 서영은, 노라조, 영지, 이영훈, 박혜경                                   | 김상현의 마음속의 멜로디                                   |                          |
| 255 | 249회 | 6월 1일   | 이정&타이키즈, 김윤진, 민효린, DJ DOC&라임버스                                 | 김상현의 마음속의 멜로디                                   |                          |
| 256 | 250회 | 6월 8일   | 아이비, 바비 킴, 윤하, 박효신, 레이지본                                        | 김상현의 마음속의 멜로디                                   |                          |
| 257 | 251회 | 6월 15일  | 황정민&류승범, 리쌍, YB, 크라잉넛, 피아, 맥시멈크루                            |                                                            |                          |
| 258 | 252회 | 6월 22일  | 클레지콰이, Daylight, 임창규, 테이                                             | 김상현의 마음속의 멜로디                                   |                          |
| 259 | 253회 | 6월 29일  | 플라이 투 더 스카이, 소울 스타&백지영, 블록진주, 다이나믹 듀오, 노홍철         | 김상현의 마음속의 멜로디                                   |                          |
| 260 | 254회 | 7월 6일   | 씨야, 라이머&포맨, 뮤지컬 CATS, 뷰렛, 김종서                                   | 김상현의 마음속의 멜로디                                   |                          |
| 261 | 255회 | 7월 13일  | 주식회사(김현철, 정지찬, 이한철, 심현보)이세준(유리상자)&Typhoon/적우/Ready'O  | 김상현의 마음속의 멜로디                                   |                          |
| 262 | 256회 | 7월 20일  | 양파, K.will, 조혜련, 이승열, 보드카레인                                       | 김상현의 마음속의 멜로디                                   |                          |
| 263 | 257회 | 7월 27일  | 이적, 브라운 아이드 걸스, 치열, 린, V.O.S                                      | 김상현의 마음속의 멜로디                                   |                          |
| 264 | 258회 | 8월 3일   | 임창정&JED, J(제이)&이정, 김동완&M(이민우), 구혜선&지은                        | 김상현의 마음속의 멜로디                                   |                          |
| 265 | 259회 | 8월 10일  | 박정현, 빅마마, 화요비, 거미                                                   |                                                            | 여름 특집 1탄 <Lady Day> |
| 266 | 260회 | 8월 17일  | YB, 크라잉넛, 노브레인, 클레지콰이, Windy City                                 |                                                            | 여름 특집 2탄 <Band Day> |
| 267 | 261회 | 8월 24일  | 부가 킹즈, 에픽하이, 드렁큰타이거, 윤미래, 리쌍, 다이나믹 듀오                 |                                                            | 여름 특집 3탄 <Club Day> |
| 268 | 262회 | 8월 31일  | 이승기, 베이지, JK 김동욱&Leo Kekoa, F.T.Island, 정진영&장근석&김윤석&김상호   | 김상현의 마음속의 멜로디                                   |                          |
| 269 | 263회 | 9월 7일   | CROWN J, 박상민, 가리나 프로젝트, 휘성, 유민상&노우진&신봉선&김재욱&이동윤     | 김상현의 마음속의 멜로디                                   |                          |
| 270 | 264회 | 9월 14일  | 백지영, 스토니스컹크, 홍경민, EVE                                              |                                                            |                          |
| 271 | 265회 | 9월 28일  | 번 더 플로어, 이수영&이기찬, 8EIGHT, STAY, 신혜성                              |                                                            |                          |
| 272 | 266회 | 10월 5일  | 빅마마, 김장훈, 임정희, 주다인                                                 | 김상현의 마음속의 멜로디                                   |                          |
| 273 | 267회 | 10월 12일 | MC몽&MAC, 이루, 김사랑, 이은미                                                 | 김상현의 마음속의 멜로디                                   |                          |
| 274 | 268회 | 10월 19일 | 성시경&박정현, 주식회사, 박기영, 체리필터                                      | 김상현의 마음속의 멜로디                                   |                          |
| 275 | 269회 | 10월 26일 | 윤하, V.O.S, 드렁큰타이거, 노브레인                                            | 김상현의 마음속의 멜로디                                   |                          |
| 276 | 270회 | 11월 2일  | 이승환, 강균성&타블로, 빅뱅, 유미리, 박건형                                    | 김상현의 마음속의 멜로디                                   |                          |
| 277 | 271회 | 11월 9일  | YdG(양동근), 배슬기, 김조한, 간종욱, 이승기                                    | 김상현의 마음속의 멜로디                                   |                          |
| 278 | 272회 | 11월 16일 | 이승철, MayBee, Tim, 양파&나윤권                                               | 김상현의 마음속의 멜로디                                   |                          |
| 279 | 273회 | 11월 23일 | 박진영&원더걸스, 오만석&이선균, 스프링클러 뮤지컬 <지저스 크라이스트 슈퍼스타> | 김상현의 마음속의 멜로디                                   |                          |
| 280 | 274회 | 11월 30일 | 박정현, 은지원&J-Walk, 변진섭, 호연주                                          | 김상현의 마음속의 멜로디                                   |                          |
| 281 | 275회 | 12월 7일  | 빅마마, 유리상자, 페퍼민트 클럽, 김장훈&차태현                                 | 김상현의 마음속의 멜로디                                   |                          |
| 282 | 276회 | 12월 14일 | SG 워너비&옥주현, 이소라&성시경Voice One(장혜진, 일락, 먼데이 키즈)            | 김상현의 마음속의 멜로디                                   |                          |
| 283 | 277회 | 12월 21일 | Toy(유희열, 김연우, 김형중, 이지형), 이수영, MC 스나이퍼&아웃사이더, 임정희    | 김상현의 마음속의 멜로디                                   |                          |
| 284 | 278회 | 12월 28일 | 클레지콰이, 김경호, 린&CROWN J, 하하, 더 네임                                  | 김상현의 마음속의 멜로디                                   |                          |

### 2008년
| 순  | 회차  | 방송일    | 출연자 | 코너                                               | 비고                            |
| --- | ----- | --------- | --- | -------------------------------------------------- | ------------------------------- |
| 285 | 279회 | 1월 4일   | YB, 루시드 폴, 이루, 이상은, I.T.T | 김상현의 마음속의 멜로디                           |                                 |
| 286 | 280회 | 1월 11일  | 프랑스 뮤지컬 <콘서트>, wax, 민경훈, 박선주, by 진성 | 김상현의 마음속의 멜로디                           |                                 |
| 287 | 281회 | 1월 18일  | 휘성&윤하, 리사, F.T.Island, 리치 | 김상현의 마음속의 멜로디                           |                                 |
| 288 | 282회 | 1월 25일  | 뮤지컬 〈라디오 스타〉, KCM, J, Sweetpea, PDIS(조PD&윤일상), 주현미, 정준하, 브라운 아이드 걸스 | 김상현의 마음속의 멜로디                           |                                 |
| 289 | 283회 | 2월 1일   | 박정현&다이나믹 듀오, 한경일, 빅뱅, 크리스탈레인 | 김상현의 마음속의 멜로디                           |                                 |
| 290 | 284회 | 2월 15일  | V.O.S, 뮤지컬 〈노트르담 드 파리〉, 김조한, 거북이, 이현섭 | 김상현의 마음속의 멜로디                           |                                 |
| 291 | 285회 | 2월 22일  | 홍경민, 하동균, 다비치&김진호, 김장훈, 45RPM&이하늘 | 김상현의 마음속의 멜로디                           |                                 |
| 292 | 286회 | 2월 29일  | 김동률, 박혜경, 성제, 웅산 | 김상현의 마음속의 멜로디                           |                                 |
| 293 | 287회 | 3월 7일   | 화요비, 리처드 용재 오닐, 스윗소로우, 브라운 아이드 걸스, 솔지 | 김상현의 마음속의 멜로디                           |                                 |
| 294 | 288회 | 3월 14일  | 거미&T.O.P, Raul Midon&바비 킴 H-유진&배슬기, 나오미&차인표 | 김상현의 마음속의 멜로디                           |                                 |
| 295 | 289회 | 3월 21일  | 카니발(이적&김동률), 박학기&유리상자&박정현, 우리 동네 사람들, 동물원 | 김상현의 마음속의 멜로디                           | 새봄 맞이 특집 보기 드문 콘서트 |
| 296 | 290회 | 3월 28일  | 강산에, 강타, 송창의, 강채이, 이상 | 김상현의 마음속의 멜로디                           |                                 |
| 297 | 291회 | 4월 4일   | 이승기, Nell, 마이티마우스&주석&신봉선, 토미키타 | 김상현의 마음속의 멜로디                           |                                 |
| 298 | 292회 | 4월 11일  | 김경호, 김광진, Ibadi, 마야 | 김상현의 마음속의 멜로디                           |                                 |
| 299 | 293회 | 4월 18일  | 이승환, 유리상자, 린, 이동규, Island City | 김상현의 마음속의 멜로디                           |                                 |
| 300 | 294회 | 4월 25일  | 에픽하이, 부가 킹즈, Winterplay, 패티 김&성시경 |                                                    |                                 |
| 301 | 295회 | 5월 2일   | 라이머&소유진, 거미&빅뱅, NAVI, 유준상, 도원경 | 김상현의 마음속의 멜로디                           |                                 |
| 302 | 296회 | 5월 9일   | MC몽&양파, 플라이 투 더 스카이, 메이린, 이수, 김창완 | 김상현의 마음속의 멜로디                           |                                 |
| 303 | 297회 | 5월 16일  | 김장훈, 정재형&장윤주, 최진이, RAN, 노브레인 | 김상현의 마음속의 멜로디                           |                                 |
| 304 | 298회 | 5월 23일  | SG 워너비, LEXY, EVAN, 김동희, 내 귀에 도청장치 | 김상현의 마음속의 멜로디                           |                                 |
| 305 | 299회 | 5월 30일  | V.O.S&스윗소로우, Be the voice(바비 킴), Nell, 정민 | 김상현의 마음속의 멜로디                           |                                 |
| 306 | 300회 | 6월 6일   | 특별 초대 MC - 김제동, 김C 1. 뜻하지 않게(잼콘서트) - 김건모(밴드마스터&건반), 윤도현&지현우(기타), 홍경민(퍼커션&색소폰), 김반장(드럼), 한경록(베이스), 거미&린&화요비&영지(코러스) 초대가수 - 차태현, 공연연출 - 김장훈 2. 300회 퀴즈쇼&노래방 - SG 워너비, V.O.S, 왁스크라잉넛 외 전 출연자 3. 러브레터 애창곡빅마마&노브레인, 에픽하이&부가 킹즈, 리쌍&정인&다이나믹 듀오, 윤도현&김윤아 |                                                    | 300회 특집 1탄                  |
| 307 | 301회 | 6월 13일  | 블루맨그룹, 성시경&알렉스, 유리상자, MC몽&이승기 |                                                    | 300회 특집 2탄                  |
| 308 | 302회 | 6월 20일  | 자우림, 태양, gavy nJ, 나무 자전거, THE CROSS | 김상현의 마음속의 멜로디                           |                                 |
| 309 | 303회 | 6월 27일  | The NuTs, 김현정, Peter, 8EIGHT, 임태경 | 김상현의 마음속의 멜로디                           |                                 |
| 310 | 304회 | 7월 4일   | 홍경민&마이티마우스, 슈퍼 키드, 송소희, TGUS, Bizzy&Bobby Kim | 김상현의 마음속의 멜로디                           |                                 |
| 311 | 305회 | 7월 11일  | 원투&서인영, 엄정화&T.O.P&정재형&다니엘 헤니, 지누션/서영은&한경일, 강산에 | 김상현의 마음속의 멜로디                           |                                 |
| 312 | 306회 | 7월 18일  | 이기찬&화요비, 윤형빈, 조영남, 최정원, 닥터코어 911 | 김상현의 마음속의 멜로디                           |                                 |
| 313 | 307회 | 7월 25일  | 봄여름가을겨울, 자우림&슈퍼키드, 뮤지컬<헤드윅>, 크라잉넛&킹스턴루디스카, 윤도현&트랜스픽션 |                                                    | 여름특집 1탄 밴드데이           |
| 314 | 308회 | 8월 1일   | DJ Koo, DJ DOC&Leo Kekoa, MC 스나이퍼&배치기&아웃사이더, COOL, 부가 킹즈&김진표&에픽하이&BMK&윤하, 백지영, 채리나 |                                                    | 여름특집 2탄 클럽데이           |
| 315 | 309회 | 8월 8일   | 하동균&이정, 박진영&선예, 예은, 이범수, Pete Teo, 김동욱 | 김상현의 마음속의 멜로디                           |                                 |
| 316 | 310회 | 8월 15일  | 서인영, 김건모, 박학기&박정연, 화이팅 대디 | 김상현의 마음속의 멜로디                           |                                 |
| 317 | 311회 | 8월 22일  | 알렉스, 그린티, ShowHow&브라이언, 최정철&솔비, SSEN | 김상현의 마음속의 멜로디                           |                                 |
| 318 | 312회 | 8월 29일  | 김범수, 다이나믹 듀오&BMK, 휘성&고유진, 춘자 | 김상현의 마음속의 멜로디                           |                                 |
| 319 | 313회 | 9월 5일   | 윤하, 빅뱅, 홀라당, 갤럭시 익스프레스 | 김상현의 마음속의 멜로디                           |                                 |
| 320 | 314회 | 9월 19일  | Les Freres, 이은미, 김현철&김동완, 메이린, 견우 |                                                    |                                 |
| 321 | 315회 | 9월 26일  | V.O.S, 조승우와 데블스, FreeTEMPO, 3rd Coast, 신영옥, 봄여름가을겨울 |                                                    |                                 |
| 322 | 316회 | 10월 3일  | 정재형&엄정화&신민아, 자우림, 강승원&윤도현&호란, 한희정&요조&타루 |                                                    | 가을 특집 1탄                   |
| 323 | 317회 | 10월 10일 | 김건모&이적, 정훈희&인순이, 바비 킴&거미, 웅산&Winterplay |                                                    | 가을 특집 2탄                   |
| 324 | 318회 | 10월 17일 | 신승훈, 이지형, 동방신기, M.C the MAX | 김상현의 마음속의 멜로디                           |                                 |
| 325 | 319회 | 10월 24일 | 김종국, IU, 언니네이발관 | 김상현의 마음속의 멜로디 미니 콘서트 : 뜨거운 감자 |                                 |
| 326 | 320회 | 10월 31일 | CROWN J, 이하나, W&Whale, 투지 | 미니 콘서트 : 휘성                                 |                                 |
| 327 | 321회 | 11월 7일  | 비, 페퍼톤스&deb, 윤화재인 | 김상현의 마음속의 멜로디 미니 콘서트 : 넥스트      |                                 |
| 328 | 322회 | 11월 14일 | 드렁큰타이거&Bizzy&Windy City, 박정현, 김제동, 크라잉넛, YB, 김건모, 거미, 부가 킹즈, 화요비, 린, 영지, 윤미래 | 김상현의 마음속의 멜로디                           | 마지막회                        |

## 경쟁 프로그램
- 수요예술무대 (1992년 11월 8일 ~ 2005년 10월 19일, MBC)
- 김동률의 포유 (2005년 10월 26일 ~ 2007년 3월 6일, MBC)
- 김윤아의 뮤직웨이브 (2005년 8월 2일 ~ 2006년 9월 28일, SBS)
- 음악공간 (2006년 10월 27일 ~ 2008년 2월 19일, SBS)
- 김정은의 초콜릿 (2008년 3월 10일 ~ 2011년 3월 20일, SBS TV)

## 편성 변경

### 2002년
- 6월 2일 ~ 6월 16일: 2002년 FIFA 월드컵 중계방송으로 3주간 결방.
- 12월 28일: 2002 KBS 연예대상 방송으로 결방.

### 2004년
- 1월 23일: 설특집 하이라이트 편성.
- 8월 20일 ~ 8월 27일: 2004년 하계 올림픽 중계방송으로 2주간 결방.
- 12월 31일: 2004 KBS 연기대상 방송으로 결방.

### 2005년
- 9월 16일: 추석특집 편성으로 결방.
- 12월 30일: 2005 KBS 가요대상 편성으로 결방.

### 2006년
- 1월 27일: 설 특집 편성으로 결방.
- 6월 9일 ~ 6월 30일: 2006년 FIFA 월드컵 중계방송으로 4주간 결방.
- 12월 29일(228회): 송년특집 편성으로 밤 1시 30분 ~ 3시[5]에 편성.

### 2007년
- 2월 16일: 설 특집 편성으로 결방.
- 9월 21일: 추석 특집 편성으로 결방.

### 2008년
- 2월 8일: 설 특집 편성으로 결방.
- 9월 12일: 추석특집 편성으로 결방.

## 같이 보기
- 노영심의 작은음악회 - 1992년 4월 11일 ~ 1994년 4월 29일
- 이문세쇼 - 1995년 9월 16일 ~ 1996년 10월 12일
- 이소라의 프로포즈 - 1996년 10월 19일 ~ 2002년 3월 30일
- 이하나의 페퍼민트 - 2008년 11월 21일 ~ 2009년 4월 17일
- 유희열의 스케치북 - 2009년 4월 24일 ~ 2022년 7월 22일